# Eremobates dentilis
Espèce
Eremobates dentilis est une espèce de solifuges de la famille des Eremobatidae.

## Distribution
Cette espèce est endémique d'Arizona aux États-Unis,.

## Publication originale
- Brookhart & Muma, 1981 : The pallipes species-group of Eremobates Banks (Solpugida: Arachnida) in the United States. Florida Entomologist, vol. 64, no 2, p. 283-308 (texte intégral).